# Рекем
Рекем (Rekem) — поселок в бельгийской провинции Лимбург, на границе с Нидерландами. Находится в черте города Ланакер, расположен на берегу канала Зюйд-Виллемсварт, недалеко от реки Маас. В средние века Рекем имел статус города и до 1803 года служил столицей имперского графства Рекхейм. Там находится резиденция владетельных графов из рода Аспремон-Линден.

## История
Археологические находки говорят о том, что поселение на территории Рекема существовало более двух тысяч лет назад. Здесь был обнаружен бронзовый меч 800—700 гг. до нашей эры и керамика позднеримскогого периода. В средневековых летописях город впервые упоминается в 1140 году как Radekeim.
С 1356 году город получает статус свободного владения (баронства) в составе Священной Римской Империи, а 31 марта 1623 года император Фердинанд II преобразует его в имперское графство. Одновременно было подтверждено право графства чеканить свои золотые, серебряные и медные монеты. При этом территория графства остается совсем небольшой, включая, помимо самого города, несколько соседних деревень.
Замок, построенный в 1350 году, по приказу барона Германа ван Аспремонт-Линдена (1583—1636), был полностью перестроен в 1597. Этот замок частично сохранился до наших дней и является достопримечательностью Рекема. С 1625 по 1630 год город был обнесен стеной с двумя въездными воротами, а в 1635 году была возведена еще одна стена. В 1670 году был прорыт канал, соединяющий Маас с Рекемом и окружающим замок рвом.
Несмотря на свои скромные размеры, с 1550 год по конец XVII века графство буквально наводнило соседние государства поддельными медными монетами. Монетный двор Рекема имитировал внешний вид наиболее популярных монет, делая при этом свои монеты значительно легче нормы, что давало дополнительную прибыль в казну графства, но вызывало законное возмущение соседей. В городе Льеже из-за этого даже пришлось изменить дизайн монет, но больше всех пострадали от незаконной чеканки Рекема нидерландские провинции Утрехт, Оверэйссел, Западная Фризия и Гронингем. В 1702 году Голландия провела денежную реформу, увеличив вес своих медных монет, вскоре к ней присоединились и другие нидерландские провинции, так что подделывать их стало экономически невыгодно.
Графство оставалось самостоятельным государством со своей валютой, армией и таможней до эпохи Наполеоновских войн, когда оно было присоединено к Нидерландам, а позже отошло к Бельгии. Постепенно значение Рекема падало, и к началу XX века он превратился в обычный поселок, жители которого в основном занимаются сельским хозяйством.
- Рекем
- Замок графов Аспремон-Линденов в Рекеме (старинная гравюра)
- Замок графов Аспремон-Линденов, современное состояние.
- Канал Зюйд-Виллемсварт в Рекеме
- Монета 1 дуит, имитирующая монету Утрехта. Рекем, 1660-е годы, медь.
- Улица Рекема